# NGC 7016
NGC 7016 (другие обозначения — PGC 66136, ESO 529-25, MCG -4-49-13, AM 2104-254, PRC C-58) — эллиптическая галактика (E) в созвездии Козерог.
Этот объект входит в число перечисленных в оригинальной редакции «Нового общего каталога».